# Othello (film fra 1906)
 For alternative betydninger, se Othello (flertydig). (Se også artikler, som begynder med Othello)
Othello er en italiensk stumfilm fra 1906 af Mario Caserini og Gaston Velle.
Filmen er baseret på Shakespeares skuespil af samme navn. 

## Medvirkende
- Ubaldo Maria Del Colle som Othello
- Maria Caserini som Desdemona
- Mario Caserini som Iago
- Fernanda Negri Pouget